# Gregory Wendt
Gregory Wendt (* 30. Januar 1963 in Detroit, Michigan) ist ein ehemaliger US-amerikanischer Basketballspieler. Er spielte in der deutschen Basketball-Bundesliga für den TuS Bramsche in der Nähe von Osnabrück. Wendt war in den Spielzeiten 1990/91, 1991/92 und Basketball-Bundesliga 1992/93 bester Korbschütze der höchsten deutschen Spielklasse.

## Leben
Wendt, dessen Vater Baseballspieler war und dessen Bruder American Football an der Eastern Michigan University spielte, wechselte nach seinem Schulabschluss 1981 an der Detroit Catholic Central High School (die er als bis dahin bester Korbschütze in der Geschichte der Schulmannschaft verlassen hatte) zum Studium an die Duke University. Dort spielte er unter Mike Krzyzewski, der dort ein Jahr zuvor das Traineramt angetreten hatte. Wendt kam in der Saison 1981/82 auf 3,6 Punkte pro Spiel. 1982/83 fiel seine Einsatzzeit von zuvor rund zwölf auf vier Minuten je Begegnung, auch da Duke im Vorfeld der Saison hochveranlagte Spieler wie Johnny Dawkins, Mark Alarie, Jay Bilas und David Henderson hinzugewonnen hatte, die das Gerüst der Mannschaft bildeten, die 1986 ins NCAA-Endspiel vordrang. Wendt wollte mehr Einsatzzeit und entschied sich zum Wechsel. Er ging in seine Heimatstadt zurück und setzte sein Studium an der University of Detroit Mercy fort, deren Basketballmannschaft Titans ebenfalls in der ersten NCAA-Division spielt. Nach den Regularien der NCAA nach dem Hochschulwechsel für ein Jahr von Meisterschaftsspielen aussetzend, spielte er anschließend noch mit Keith Gray ein Jahr zusammen. An der University of Detroit Mercy war Wendt in seinen beiden Spieljahren Leistungsträger und erzielte jeweils zweistellige Punktwerte. Gemäß Statistik war 1984/85 seine beste NCAA-Saison, als Wendt im Mittel 15,8 Punkte je Begegnung erzielte, 7,4 Rebounds holte sowie 3,2 Korberfolge seiner Mannschaftskameraden vorbereitete.
Wie Gray ein Jahr zuvor wurde Wendt dann 1986 als einer der wenigen Spieler in der Geschichte der Titans im NBA-Draftverfahren ausgewählt, das in den 1980er Jahren noch sieben Runden umfasste. Nach seinem Studienende spielte er noch in der Sommerliga United States Basketball League bei den Gold Coast Stingrays und wurde 1986 als einer der besten Liganeuling und einer der zehn besten Spieler („All-Second-Team“) ausgezeichnet. Ein Profivertrag in der NBA kam nicht zustande, da die Boston Celtics, die durch den Draft die Rechte an Wendt besaßen, auf eine weitergehende Verpflichtung verzichteten.
1989 wechselte Wendt wie zuvor Gray nach Deutschland und ging zum TuS Bramsche, Aufsteiger in die 2. Basketball-Bundesliga Gruppe Nord. Der Verein hatte sich nach dem ersten Aufstieg 1987 und dem sofortigen Wiederabstieg zunächst nur das Ziel gesetzt, sich in dieser Spielklasse zu etablieren. Doch der ehrgeizige Wendt hatte sich höhere Ziele gesetzt und trieb als unermüdlicher Scorer seine Mannschaft zum Aufstieg in die höchste deutsche Spielklasse. Auch hier erwies sich Wendt in den folgenden beiden Spielzeiten als erfolgreichster Punktesammler aller Bundesligaspieler und half so mit, den Verein nicht nur in der Bundesliga zu halten, sondern auch dreimal in die Meisterrunde einzuziehen. Er führte die Korbjägerliste der Bundesliga-Saison 1990/91 mit einem Durchschnitt von 36,3 Punkten an, was den bis dahin höchsten Mittelwert eines Spielers in der Bundesligageschichte bedeutete. 1991/92 erzielte er 30,6 und 1992/93 25,6 Punkte pro Begegnung, wodurch er jeweils ebenfalls auf dem ersten Platz der Korbjägerliste lag. Er erzielte in der Bundesliga insgesamt 3416 Punkte. Seinen Höchstwert in einem Bundesligaspiel erreichte Wendt mit 56 Punkten am dritten Spieltag der Saison 1990/91. Aufgrund seiner Punktausbeute und seiner sportlich überragenden Stellung innerhalb der Bramscher Mannschaft wurde diese damals scherzhaft als TuS Wendt bezeichnet. Zu Wendts Stärken zählte sein Sprungwurf mit ungewöhnlicher Technik: Da er den Ball beim Wurf weit hinter seinem Kopf hielt, war es für Gegenspieler schwer, Wendts Würfe zu blocken. Des Weiteren ging er sehr erfolgreich eigenen und fremden Fehlwürfen nach, um durch das Sichern des abspringenden Balles weitere Wurfgelegenheit zu erhalten. 1994 endete der Vertrag und Wendt kehrte in sein Heimatland zurück.
Wendt wurde beruflich mit einem eigenen Unternehmen in der Kunststoffindustrie tätig, er ließ sich im Ort Novi in seinem Heimatbundesstaat Michigan nieder. Mit seiner Ehefrau hat er zwei Söhne. 2017 wurde Wendt in die Sport-Ruhmeshalle der Detroit Catholic Central High School aufgenommen. Er hatte an der Schule neben Basketball auch Baseball gespielt.